# Skåpesundbron
58°5′36.66″N 11°42′8.04″Ø / 58.0935167°N 11.7022333°Ø
Skåpesundsbron er en cirka 200 meter lang bro der forbinder øerne Tjörn og Orust i Bohuslän i  Västra Götalands län i Sverige. Skåpesundsbron ligger ved landsbyen Skåpesund på Orust. Skåpesundsbron er målsted for kapsejladsen Tjörn Runt. Den første bro byggedes i 1938 og blev indviet i  sommeren 1939. 

## Skåpesundsbroulykken 1971
En februarmorgen 1971 var en dansk lastbilchauffør på vej over Skåpesundsbron med blandet fragt. Midt på broen mistede han herredømmet over lastbilen, som kørte lige gennem sideafskærmningen. Trækkeren  blev hængende 20 meter over vandet, i trækket til traileren. Det lokale brandvæsen fik fastsurret traileren  så den ikke blev trukket med af vægten. Det tog siden to timer før det lykkedes at få en redningssele ned til førerhuset, hvor chaufføren stadig befandt sig. Senere kunne man på Kungälvs lasarett konstatere at han ikke havde pådraget sig alvorlige skader, og kunde senere sendes hjem til Danmark igen. 
På grund af ulykken og den opmærksomhed den vakte blev arbejdet med at bygge en ny bro, som skulle være bredere og tåle større belastninger ved en kollision med rækværket, fremskyndet. Den nye bro stod klar i 1981

## Eksterne kilder og henvisninger
1. ↑  GP - 40 år sedan brodramat

- Orust kommun hemsida - Skåpesund Arkiveret 22. juni 2009 hos  Wayback Machine

- Wikimedia Commons har flere filer relateret til Skåpesundbron